# Indianapolis 500 1958
Das 42. Indianapolis 500 1958 (offiziell 42th International 500-Mile Sweepstakes) fand am 30. Mai 1958 auf dem Indianapolis Motor Speedway in Indianapolis statt und war das vierte Rennen der Automobil-Weltmeisterschaft 1958 sowie das zweite Rennen der USAC-Saison 1958.

## Bericht

### Hintergrund

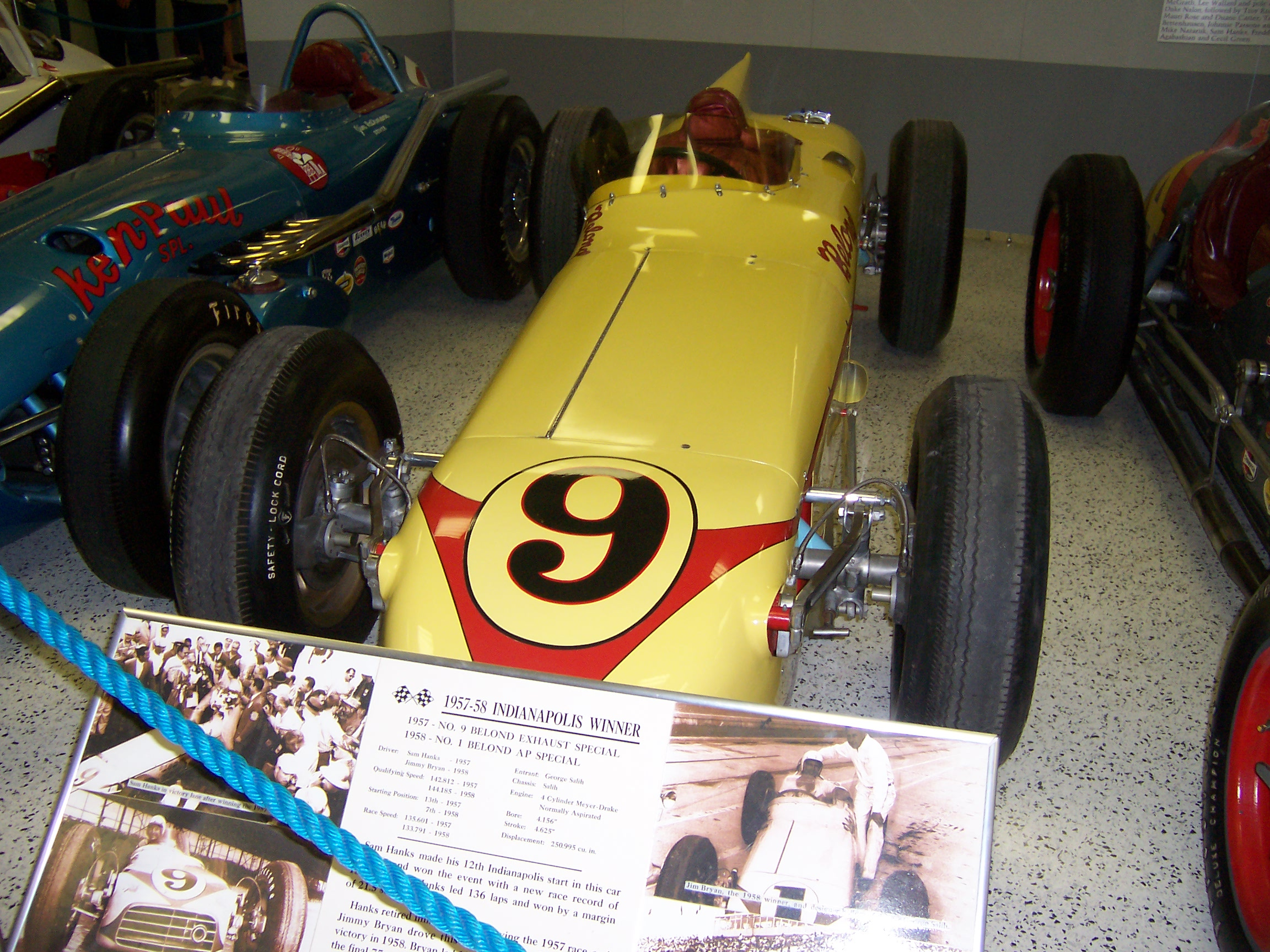
Epperly-Offenhauser, der Wagen des Siegers Jimmy Bryan

Das Indianapolis 500 zählte 1958 zur Automobil-Weltmeisterschaft, wurde jedoch von den europäischen Teams als Streichresultat angesehen. Im Gegensatz zum Vorjahr fand das Rennen nicht unmittelbar vor einem anderen Grand Prix statt, allerdings war diesmal der Große Preis der Niederlande 1958 nur vier Tage vor dem Indianapolis 500, wodurch die Teams wieder nicht die Zeit hatten am Rennen teilzunehmen. Lediglich Juan Manuel Fangio versuchte sich zu qualifizieren, brach diesen Versuch aber bereits nach einigen Trainingsfahrten wieder ab, da er mit seinem Wagen nicht die erforderliche Geschwindigkeit erreichte. Das Rennen zählte wie in den Vorjahren für die Fahrerwertung, Punkte für die Konstrukteurswertung wurden nicht vergeben.
Viele Teams setzten weiter auf Kurtis Kraft Wagen, sowie Kuzma, aber auch die Chassis von Watson und Epperly fanden Verwendung bei diversen Teams. Offenhauser Aggregate waren die bevorzugten Motoren, nur zwei Wagen fuhren mit Novi. Mit Johnnie Parsons nahm ein ehemaliger Sieger am Rennen teil. Der Sieger des Indianapolis 500 1957, Sam Hanks hatte seine Karriere beendet und nahm beim Indianapolis 500 1958 die Rolle des Pace Car Fahrers ein. Unter den vielen Debütanten im Feld war A.J. Foyt, der in den folgenden Jahrzehnten ein mehrfacher Gewinner des Indianapolis 500 und der USAC Meisterschaft wurde.

### Training
Für die Ermittlung der Startaufstellung wurden vier Zeitfahrwettbewerbe an vier unterschiedlichen Tagen abgehalten, das erste Zeitfahren bestimmte dabei die ersten 17 Positionen. Die Watson-Wagen dominierten und bildeten mit drei Fahrzeugen die erste Startreihe. Ed Elisian auf Watson stellte dabei einen neuen Rundenrekord auf und blieb eine lange Zeit des Tages über auf der Pole-Position, bevor Dick Rathmann ihn überbot. Die schnellste Rundenzeit von Elisian überbot er zwar nicht, aber es zählte die durchschnittliche Rundenzeit von vier gezeiteten Runden, und da war Rathmann knapp besser. Somit erzielte Rathmann die einzige Formel-1-Pole-Position seiner Karriere, Jimmy Reece komplettierte die erste Startreihe.
Für die zweite Startreihe qualifizierten sich drei Kurtis Kraft Wagen, Bob Veith qualifizierte sich vor Pat O’Connor und Parsons, in Startreihe drei startete Jimmy Bryan vor Johnny Boyd und Tony Bettenhausen. Bryan und Bettenhausen waren die bestplatzierten Epperly Fahrer im Feld, Boyd fuhr ebenfalls einen Kurtis Kraft Wagen. Foyt belegte in seinem ersten Indianapolis 500 Startplatz zwölf, bester Fahrer mit einem Novimotor wurde Paul Russo auf Position 14.
Am zweiten Zeitfahrtag wurden die Positionen ab Platz 18 ermittelt, Eddie Sachs war der schnellste und erzielte eine Zeit die am ersten Tag für Platz sieben gereicht hätte. Am dritten Zeitfahrtag war noch ein Startplatz zu vergeben, den sich Bill Cheesbourg sicherte.

### Rennen
Wie schon im Vorjahr sorgte die Startprozedur für reichlich Verwirrung. Die Fahrzeuge fuhren hintereinander aus der Boxengasse und sollten sich innerhalb einer Runde hinter dem Pace Car einreihen um anschließend in einer weiteren Runde die Geschwindigkeit für den fliegenden Start zu bekommen. Diese Prozedur misslang erneut, die drei Führenden fuhren dem Pace Car und dem Feld davon, fuhren eine gesamte Runde mit Renngeschwindigkeit und schlossen am Ende des Feldes wieder auf. Das Pace Car kam nach der nächsten Runde planmäßig in die Box, Hanks war in der Annahme, das Feld hätte die richtige Reihenfolge. Daraufhin wurde das Rennen aber nicht freigegeben und es folgte eine weitere Einführungsrunde. Hanks fuhr erneut auf die Strecke, fing das Feld ein und das Rennen konnte somit endgültig freigegeben werden. Um weitere Verwirrung durch das neue Startprozedere zu verhindern kehrte man ein Jahr später wieder zur klassischen Einführungsrunde zurück.
Der fliegende Start verlief anfangs ohne Probleme, nach der ersten Kurve führte Rathmann vor Elisian und Reece, in unveränderter Reihenfolge zur Startaufstellung. Am Ende der Gegengeraden, kurz vor Kurve drei, kam Elisian mit seinem Wagen ins Schleudern und löste damit eine Kettenreaktion aus. Er traf zuerst den führenden Wagen von Rathmann, beide Fahrzeuge trafen die Begrenzungsmauer und kreuzten anschließend die Strecke. Das gesamte Feld musste an den beiden kollidierten Wagen vorbei, wodurch ein Massencrash mit 15 beteiligten Wagen entstand. Jerry Unser, der sein erstes Indianapolis 500 Rennen fuhr, kollidierte dabei mit Paul Goldsmith, stieg auf und flog über die Begrenzungsmauer. Dabei zog er sich schwere Verletzungen an der Schulter zu, überlebt den Unfall aber. Trotzdem war dies seine letzte Teilnahme am Indianapolis 500, ein Jahr später starb er beim Training zum Indianapolis 500 1959 an den Folgen von Brandverletzungen, die er sich bei einem weiteren schweren Unfall zuzog.
O’Connor, der im Vorjahr noch die Pole-Position innehatte, kollidierte bei dem Unfall in der ersten Runde mit Reece Wagen und flog mehrere Meter durch die Luft. Der Wagen landete kopfüber und ging in Flammen auf, O’Connor starb den Aussagen von Medizinern zufolge sofort durch Genickbruch und war damit der erste tödlich verunglückte Formel-1-Fahrer der Automobil-Saison 1958. Als Folge des Unfalls begann man diverse dringend notwendige Sicherheitsvorkehrungen umzusetzen, ein Jahr später waren Überrollbügel an den Wagen vorgeschrieben, außerdem mussten die Fahrer Helme tragen. Das Publikum wurde während des Rennens über den Tod von O’Connor informiert und viele verließen daraufhin geschockt die Rennstrecke. Viele Fahrer setzten das Rennen später fort, für Elisian, Unser, Rathmann, Len Sutton, Bob Veith und Art Bisch war das Rennen beendet. Elisian, der Hauptverantwortliche für den Unfall, entzog man nach dem Rennen die Rennlizenz, machte diese Entscheidung jedoch wenige Tage später wieder rückgängig. Doch auch Elisian überlebte diese sehr gefährliche Zeit im Motorsport nicht, 15 Monate später verbrannte er selbst bei einem Unfall. Das Rennen wurde durch die nötigen Aufräum- und Bergungsaktionen für die ersten 18 Runden unter gelben Flaggen gefahren.
Das Feld setzte sich anschließend aus denjenigen Fahrer zusammen, die die Startmassenkarambolage unbeschadet überstanden, Bryan führte vor Sachs und Bettenhausen als das Rennen wieder freigegeben wurde. Zusammen mit George Amick wechselte im Anschluss die Führung regelmäßig zwischen diesen Fahrern, allein 14 Führungswechsel waren in der ersten Rennhälfte zu beobachten. Außerdem gab es zwei weitere Ausfälle, Jack Turner schied in Runde 21 mit defekter Kraftstoffpumpe aus, Chuck Weyant verunfallte in Runde 38, was eine zweite Gelbphase auslöste. In Runde 52 schied Johnny Thomson mit defekter Lenkung aus, Sachs, Billy Garrett, Rodger Ward, Shorty Templeman, und Russo folgten in den nächsten Runden ebenfalls mit technischen Defekten.
Die Führung wurde in der zweiten Rennhälfte zwischen Bryan und Boyd entschieden, und auch Amick lag in Schlagdistanz. Als Boyd in Runde 126 einen Boxenstopp machte, verlor er für den Rest des Rennens die Führung und fiel mehrere Plätze zurück. Byran hatte den Vorteil, dass seine Boxencrew weniger Zeit für Boxenstopps benötigte als andere Teams und dadurch Zeit gewann. Er behielt anschließend die Führung und gewann das Indianapolis 500 1958, sein einziger Formel-1-Sieg. Er gewann das Rennen mit dem gleichen Wagen, mit dem auch Hanks ein Jahr zuvor erfolgreich war. Amick, in seinem ersten Indianapolis 500, machte gegen Rennende Boden auf den Führenden gut, wurde von seinem Team aber angewiesen den zweiten Platz zu sichern und kein Risiko einzugehen. Er verpasste mit dieser Strategie einen möglichen Indianapolis 500 Sieg in seiner Karriere, denn ein Jahr später verunglückte Amick bei einem Rennen in Daytona tödlich.
Drei Ausfälle waren in der Endphase des Rennens noch zu verzeichnen, Dempsey Wilson schied mit defekten Kupplungspedal aus, Foyt und Bob Christie drehten sich von der Strecke. Zuvor wurde Mike Magill von seinem Team aufgefordert das Rennen zu beenden, womit nur 13 Fahrzeuge das Ziel erreichten. Boyd komplettierte das Podium, Bettenhausen und Jim Rathmann die Punkteplatzierungen. Wie im Vorjahr erzielten die Epperly-Wagen einen Doppelsieg, etwas was nur selten beim Indianapolis 500 vorkommt. Die schnellste Rennrunde wurde von Bettenhausen gefahren.
In der Fahrerwertung lag der Sieger Bryan nach dem Rennen auf Positionen drei, gleichauf mit Maurice Trintignant, allerdings nahmen alle Fahrer dieses Rennen an keinen weiteren Grands Prix der Automobilweltmeisterschaft 1958 teil.

## Meldeliste
In der Meldeliste sind nur die Fahrzeuge aufgeführt, die die Qualifikation geschafft haben.
| Team                    | Nr. | Fahrer            | Chassis            | Motor              | Reifen |
| ----------------------- | --- | ----------------- | ------------------ | ------------------ | ------ |
| George Salih            | 01  | Jimmy Bryan       | Epperly            | Offenhauser 4.5 L4 | F      |
| Lindsey Hopkins         | 02  | Jim Rathmann      | Epperly            | Offenhauser 4.5 L4 | F      |
| Chapman S. Root         | 04  | Pat O’Connor      | Kurtis Kraft 500G  | Offenhauser 4.5 L4 | F      |
| Ellen McKinney Zink     | 05  | Ed Elisian        | Watson             | Offenhauser 4.5 L4 | F      |
| Racing Associates       | 07  | Johnny Thomson    | Kurtis Kraft       | Offenhauser 4.5 L4 | F      |
| Roger Wolcott           | 08  | Rodger Ward       | Lesovsky           | Offenhauser 4.5 L4 | F      |
| Robert M. Bowes II      | 09  | Johnny Boyd       | Kurtis Kraft 500G  | Offenhauser 4.5 L4 | F      |
| Robert M. Bowes II      | 14  | Bob Veith         | Kurtis Kraft 500G  | Offenhauser 4.5 L4 | F      |
| Novi Racing Corp.       | 15  | Paul Russo        | Kurtis Kraft 500F  | Novi 3.0 L8C       | F      |
| Novi Racing Corp.       | 54  | Bill Cheesbourg   | Kurtis Kraft 500F  | Novi 3.0 L8C       | F      |
| John Zink               | 16  | Jimmy Reece       | Watson             | Offenhauser 4.5 L4 | F      |
| John Zink               | 44  | Jud Larson        | Watson             | Offenhauser 4.5 L4 | F      |
| Lysle Greenman          | 19  | Johnnie Tolan     | Kuzma              | Offenhauser 4.5 L4 | F      |
| Joseph Massaglia Jr.    | 25  | Jack Turner       | Lesovsky           | Offenhauser 4.5 L4 | F      |
| Bob Estes               | 26  | Don Freeland      | Phillips           | Offenhauser 4.5 L4 | F      |
| Dean Van Lines          | 29  | A. J. Foyt        | Kuzma              | Offenhauser 4.5 L4 | F      |
| Henry Yunik             | 31  | Paul Goldsmith    | Kurtis Kraft 500G  | Offenhauser 4.5 L4 | F      |
| Cars Inc.               | 33  | Tony Bettenhausen | Epperly            | Offenhauser 4.5 L4 | F      |
| HA Chapman              | 43  | Billy Garrett     | Kurtis Kraft 500G  | Offenhauser 4.5 L4 | F      |
| Fred Gerhardt           | 45  | Johnnie Parsons   | Kurtis Kraft       | Offenhauser 4.5 L4 | F      |
| Pat Clancy              | 52  | Al Keller         | Kurtis Kraft 500G2 | Offenhauser 4.5 L4 | F      |
| HH Johnson              | 57  | Art Bisch         | Kuzma              | Offenhauser 4.5 L4 | F      |
| Bob Sorenson            | 59  | Dempsey Wilson    | Kuzma              | Offenhauser 4.5 L4 | F      |
| JS Donaldson            | 61  | Eddie Johnson     | Kurtis Kraft 500G  | Offenhauser 4.5 L4 | F      |
| Federal Auto Associates | 65  | Bob Christie      | Kurtis Kraft 500C  | Offenhauser 4.5 L4 | F      |
| Jim Robbins             | 68  | Len Sutton        | Kurtis Kraft 500G  | Offenhauser 4.5 L4 | F      |
| George Walther Jr.      | 77  | Mike Magill       | Kurtis Kraft 500G  | Offenhauser 4.5 L4 | F      |
| Kalamazoo Sports Inc.   | 83  | Shorty Templeman  | Kurtis Kraft 500D  | Offenhauser 4.5 L4 | F      |
| Kalamazoo Sports Inc.   | 97  | Dick Rathmann     | Watson             | Offenhauser 4.5 L4 | F      |
| Peter Schmidt           | 88  | Eddie Sachs       | Kuzma              | Offenhauser 4.5 L4 | F      |
| Harry Dunn              | 89  | Chuck Weyant      | Dunn               | Offenhauser 4.5 L4 | F      |
| Roy McKay               | 92  | Jerry Unser       | Kurtis Kraft 500G  | Offenhauser 4.5 L4 | F      |
| Norman C. Demler        | 99  | George Amick      | Epperly            | Offenhauser 4.5 L4 | F      |

## Klassifikationen

### Startaufstellung
| Pos. | Fahrer            | Konstrukteur             | Zeit     | Ø-Geschwindigkeit | Start |
| ---- | ----------------- | ------------------------ | -------- | ----------------- | ----- |
| 01   | Dick Rathmann     | Watson-Offenhauser       | 1:01,660 | 235,00 km/h       | 01    |
| 02   | Ed Elisian        | Watson-Offenhauser       | 1:01,680 | 234,92 km/h       | 02    |
| 03   | Jimmy Reece       | Watson-Offenhauser       | 1:01,850 | 234,28 km/h       | 03    |
| 04   | Bob Veith         | Kurtis Kraft-Offenhauser | 1:02,120 | 233,26 km/h       | 04    |
| 05   | Pat O’Connor      | Kurtis Kraft-Offenhauser | 1:02,150 | 233,15 km/h       | 05    |
| 06   | Johnnie Parsons   | Kurtis Kraft-Offenhauser | 1:02,210 | 232,92 km/h       | 06    |
| 07   | Jimmy Bryan       | Epperly-Offenhauser      | 1:02,420 | 232,14 km/h       | 07    |
| 08   | Johnny Boyd       | Kurtis Kraft-Offenhauser | 1:02,490 | 231,88 km/h       | 08    |
| 09   | Tony Bettenhausen | Epperly-Offenhauser      | 1:02,540 | 231,69 km/h       | 09    |
| 10   | Jack Turner       | Lesovsky-Offenhauser     | 1:02,750 | 230,92 km/h       | 10    |
| 11   | Rodger Ward       | Lesovsky-Offenhauser     | 1:02,820 | 230,66 km/h       | 11    |
| 12   | A.J. Foyt         | Kuzma-Offenhauser        | 1:02,880 | 230,44 km/h       | 12    |
| 13   | Don Freeland      | Phillips-Offenhauser     | 1:02,920 | 230,29 km/h       | 13    |
| 14   | Paul Russo        | Kurtis Kraft-Novi        | 1:02,960 | 230,15 km/h       | 14    |
| 15   | Billy Garrett     | Kurtis Kraft-Offenhauser | 1:03,040 | 229,85 km/h       | 15    |
| 16   | Paul Goldsmith    | Kurtis Kraft-Offenhauser | 1:03,050 | 229,82 km/h       | 16    |
| 17   | Bob Christie      | Kurtis Kraft-Offenhauser | 1:03,270 | 229,02 km/h       | 17    |
| 18   | Eddie Sachs       | Kuzma-Offenhauser        | 1:02,220 | 232,88 km/h       | 18    |
| 19   | Jud Larson        | Watson-Offenhauser       | 1:02,710 | 231,06 km/h       | 19    |
| 20   | Jim Rathmann      | Epperly-Offenhauser      | 1:02,870 | 230,48 km/h       | 20    |
| 21   | Al Keller         | Kurtis Kraft-Offenhauser | 1:02,970 | 230,11 km/h       | 21    |
| 22   | Johnny Thomson    | Kurtis Kraft-Offenhauser | 1:02,980 | 230,07 km/h       | 22    |
| 23   | Shorty Templeman  | Kurtis Kraft-Offenhauser | 1:03,020 | 229,93 km/h       | 23    |
| 24   | Jerry Unser       | Kurtis Kraft-Offenhauser | 1:03,050 | 229,82 km/h       | 24    |
| 25   | George Amick      | Epperly-Offenhauser      | 1:03,070 | 229,74 km/h       | 25    |
| 26   | Eddie Johnson     | Kurtis Kraft-Offenhauser | 1:03,080 | 229,71 km/h       | 26    |
| 27   | Len Sutton        | Kurtis Kraft-Offenhauser | 1:03,090 | 229,67 km/h       | 27    |
| 28   | Art Bisch         | Kuzma-Offenhauser        | 1:03,100 | 229,64 km/h       | 28    |
| 29   | Chuck Weyant      | Dunn-Offenhauser         | 1:03,110 | 229,60 km/h       | 29    |
| 30   | Johnnie Tolan     | Kuzma-Offenhauser        | 1:03,240 | 229,13 km/h       | 30    |
| 31   | Mike Magill       | Kurtis Kraft-Offenhauser | 1:03,260 | 229,05 km/h       | 31    |
| 32   | Dempsey Wilson    | Kurtis Kraft-Offenhauser | 1:07,030 | 216,17 km/h       | 32    |
| 33   | Bill Cheesbourg   | Kurtis Kraft-Novi        | 1:03,140 | 229,49 km/h       | 33    |

### Rennen
| Pos. | Fahrer            | Konstrukteur             | Runden | Stopps | Zeit        | Start | Schnellste Runde |
| ---- | ----------------- | ------------------------ | ------ | ------ | ----------- | ----- | ---------------- |
| 01   | Jimmy Bryan       | Epperly-Offenhauser      | 200    |        | 3:44:13,800 | 07    |                  |
| 02   | George Amick      | Epperly-Offenhauser      | 200    |        | + 27,600    | 25    |                  |
| 03   | Johnny Boyd       | Kurtis Kraft-Offenhauser | 200    |        | + 1:10,000  | 08    |                  |
| 04   | Tony Bettenhausen | Epperly-Offenhauser      | 200    |        | + 1:34,800  | 09    | 1:02,300         |
| 05   | Jim Rathmann      | Epperly-Offenhauser      | 200    |        | + 1:35,620  | 20    |                  |
| 06   | Jimmy Reece       | Watson-Offenhauser       | 200    |        | + 2:17,000  | 03    |                  |
| 07   | Don Freeland      | Phillips-Offenhauser     | 200    |        | + 2:21,100  | 13    |                  |
| 08   | Jud Larson        | Watson-Offenhauser       | 200    |        | + 5:34,000  | 19    |                  |
| 09   | Eddie Johnson     | Kurtis Kraft-Offenhauser | 200    |        | + 6:15,800  | 26    |                  |
| 10   | Bill Cheesbourg   | Kurtis Kraft-Novi        | 200    |        | + 8:03,600  | 33    |                  |
| 11   | Al Keller         | Kurtis Kraft-Offenhauser | 200    |        | + 9:14,200  | 21    |                  |
| 12   | Johnnie Parsons   | Kurtis Kraft-Offenhauser | 200    |        | + 9:40,900  | 06    |                  |
| 13   | Johnnie Tolan     | Kuzma-Offenhauser        | 200    |        | + 9:52,200  | 30    |                  |
| –    | Bob Christie      | Kurtis Kraft-Offenhauser | 189    |        | DNF         | 17    |                  |
| –    | Dempsey Wilson    | Kuzma-Offenhauser        | 151    |        | DNF         | 32    |                  |
| –    | A.J. Foyt         | Kuzma-Offenhauser        | 148    |        | DNF         | 12    |                  |
| –    | Mike Magill       | Kurtis Kraft-Offenhauser | 136    |        | DNF         | 31    |                  |
| –    | Paul Russo        | Kurtis Kraft-Novi        | 122    |        | DNF         | 14    |                  |
| –    | Shorty Templeman  | kurtis Kraft-Offenhauser | 116    |        | DNF         | 23    |                  |
| –    | Rodger Ward       | Lesovsky-Offenhauser     | 93     |        | DNF         | 11    |                  |
| –    | Billy Garrett     | Kurtis Kraft-Offenhauser | 80     |        | DNF         | 15    |                  |
| –    | Eddie Sachs       | Kuzma-Offenhauser        | 68     |        | DNF         | 18    |                  |
| –    | Johnny Thomson    | Kurtis Kraft-Offenhauser | 52     |        | DNF         | 22    |                  |
| –    | Chuck Weyant      | Dunn-Offenhauser         | 38     |        | DNF         | 29    |                  |
| –    | Jack Turner       | Lesovsky-Offenhauser     | 21     |        | DNF         | 10    |                  |
| –    | Bob Veith         | Kurtis Kraft-Offenhauser | 1      |        | DNF         | 04    |                  |
| –    | Ed Elisian        | Watson-Offenhauser       | 0      |        | DNF         | 02    |                  |
| –    | Jerry Unser       | Kurtis Kraft-Offenhauser | 0      |        | DNF         | 24    |                  |
| –    | Dick Rathmann     | Watson-Offenhauser       | 0      |        | DNF         | 01    |                  |
| –    | Paul Goldsmith    | Kurtis Kraft-Offenhauser | 0      |        | DNF         | 16    |                  |
| –    | Len Sutton        | Kurtis Kraft-Offenhauser | 0      |        | DNF         | 27    |                  |
| –    | Pat O’Connor      | Kurtis Kraft-Offenhauser | 0      |        | DNF         | 05    |                  |
| –    | Art Bisch         | Kuzma-Offenhauser        | 0      |        | DNF         | 28    |                  |

## WM-Stand nach dem Rennen
Die ersten fünf des Rennens bekamen 8, 6, 4, 3, 2 Punkte. Der Fahrer mit der schnellsten Rennrunde erhielt zusätzlich 1 Punkt. Es zählten nur die sechs besten Ergebnisse aus elf Rennen. In der Konstrukteurswertung zählten nur die Punkte des bestplatzierten Fahrers.

### Fahrerwertung
| Pos. | Fahrer              | Konstrukteur      | Punkte |
| ---- | ------------------- | ----------------- | ------ |
| 01   | Stirling Moss       | Cooper / Vanwall  | 17     |
| 02   | Luigi Musso         | Ferrari           | 12     |
| 03   | Maurice Trintignant | Cooper            | 8      |
| 04   | Harry Schell        | Maserati / B.R.M. | 8      |
| 05   | Jimmy Bryan         | Epperly           | 8      |
| 06   | Mike Hawthorn       | Ferrari           | 7      |
| 07   | George Amick        | Epperly           | 6      |
| 08   | Jean Behra          | Maserati / B.R.M. | 6      |
| 09   | Juan Manuel Fangio  | Maserati          | 4      |
| 10   | Peter Collins       | Ferrari           | 4      |
| 11   | Johnny Boyd         | Kurtis-Kraft      | 4      |
| 12   | Tony Bettenhausen   | Epperly           | 4      |
| 13   | Jack Brabham        | Maserati          | 3      |
| 14   | Roy Salvadori       | Cooper            | 3      |

| Pos. | Fahrer                         | Konstrukteur | Punkte |
| ---- | ------------------------------ | ------------ | ------ |
| 15   | Jim Rathmann                   | Epperly      | 2      |
| 16   | Carlos Menditéguy              | Maserati     | 0      |
| 17   | Cliff Allison                  | Lotus        | 0      |
| 18   | Paco Godia                     | Maserati     | 0      |
| 19   | Horace Gould                   | Maserati     | 0      |
| 20   | Jo Bonnier                     | Maserati     | 0      |
| 21   | Carel Godin de Beaufort        | Porsche      | 0      |
| –    | Wolfgang Graf Berghe von Trips | Ferrari      | 0      |
| –    | Graham Hill                    | Lotus        | 0      |
| –    | Giorgio Scarlatti              | Maserati     | 0      |
| –    | Masten Gregory                 | Vanwall      | 0      |
| –    | Tony Brooks                    | Vanwall      | 0      |
| –    | Stuart Lewis-Evans             | Vanwall      | 0      |

### Konstrukteurswertung
| Pos. | Konstrukteur  | Punkte |
| ---- | ------------- | ------ |
| 01   | Cooper-Climax | 19     |
| 02   | Ferrari       | 14     |
| 03   | B.R.M.        | 8      |
| 04   | Vanwall       | 8      |

| Pos. | Konstrukteur | Punkte |
| ---- | ------------ | ------ |
| 05   | Maserati     | 3      |
| 06   | Lotus-Climax | 0      |
| 07   | Porsche      | 0      |